# Union belge de spéléologie
L’Union belge de spéléologie (UBS) est une fédération sportive reconnue par la Communauté française de Belgique. C'est une mise en commun de personnes, d’idées et de moyens, au service de ses membres et de leurs nombreuses disciplines sportives : la spéléologie, l’escalade, la plongée souterraine ou la descente de canyon.
La Fédération a pour but de défendre la spéléologie sous toutes ses formes, d’assurer la promotion de ce sport et, dans un souci de sauvegarde de l’environnement, de protéger les lieux de sa pratique en Belgique.
L'UBS est une fédération sportive reconnue par la Communauté française de Belgique. C'est une mise en commun de personnes, d’idées et de moyens afin de bien servir ses membres en ce qui concerne différents sports : la spéléologie, l’escalade, la plongée souterraine, la descente de canyon et toutes disciplines apparentées.
Elle a pour but de défendre la spéléologie sous toutes ses formes, d’en assurer une promotion qualitative et – dans un souci de sauvegarde de l’environnement – de protéger au sens large les lieux de pratique de ses activités en Belgique.
Elle adhère à l’Union internationale de spéléologie .